# Constantin Milică
Constantin Milică (n. 26 august 1929, Tecuci) este un fiziolog și specialist român în plante medicinale și aromatice, recunoscut pentru contribuțiile sale în fiziologia plantelor și valorificarea plantelor medicinale în fitoterapie, cosmetică și alimentație. A activat peste 20 de ani în cercetare la Institutul de Cercetare pentru Cereale și Plante Tehnice (ICAR) și Institutul Central de Cercetări Agricole (ICCA), și 26 de ani ca profesor de fiziologia plantelor la Institutul Agronomic „Ion Ionescu de la Brad” din Iași. A publicat peste 235 de lucrări științifice și a coordonat înființarea Centrului de Cercetare și Inovare Aplicativă „Moldosin” (1992–1997).

## Biografie
Copilărie și educație  
Constantin Milică s-a născut la 26 august 1929 în Tecuci, județul Galați, într-o familie de funcționari cu șase copii. A urmat școala primară „Elena Doamna” din Tecuci (1936–1940) și Liceul „D. A. Sturza” din același oraș (1940–1947), unde s-a remarcat ca președinte al secției științifice și vicepreședinte al Societății „Ștefan Petică”. În 1947, a studiat un an la Facultatea de Agronomie din Timișoara, apoi s-a transferat la Facultatea de Horticultură a Institutului Agronomic „N. Bălcescu” din București, absolvind în 1951 ca șef de promoție. 
Între 1952 și 1955, a urmat studii de aspirantură (echivalent doctorat) la Academia Română, sub îndrumarea academicianului Traian Săvulescu și a membrului corespondent Alexandru Priadcencu. În 1958, a obținut titlul de Candidat în Științe Biologice (Doctor în Agronomie) cu teza „Bazele fiziologice ale nutriției naturale extraradiculare la sfecla de zahăr”. 
Carieră profesională  
În 1951, Constantin Milică a fost angajat preparator universitar la Catedra de Fiziologia Plantelor din București, devenind asistent în 1952. Între 1955 și 1960, a fost cercetător științific la ICAR, avansând ca cercetător principal (1957–1960). Din 1960 până în 1973, a condus Laboratorul de Fiziologie a Plantelor la ICCA (ASAS). În 1973, a ocupat prin concurs postul de profesor de fiziologia plantelor la Institutul Agronomic „Ion Ionescu de la Brad” din Iași, unde a activat până în 1999. A fost îndrumător de doctorat din 1992 și a coordonat Centrul de Cercetare și Inovare Aplicativă „Moldosin” (1992–1997). 

## Activitate științifică
Constantin Milică a adus contribuții majore în fiziologia plantelor și în domeniul plantelor medicinale și aromatice, publicând peste 235 de lucrări științifice, dintre care 24 în limbi străine (engleză, rusă, franceză, germană), și 188 de articole de popularizare în reviste, ziare și radio. 

### Fiziologia plantelor
- În perioada 1950–1952, a cercetat hormonologia plantelor horticole, inducând diferențierea celulară și înrădăcinarea butașilor la specii pomicole și floricole, contribuind la dezvoltarea culturilor „in vitro” în România. [1]
- Între 1956–1958, a studiat fiziologia înfloririi și fructificării, obținând pepeni fără semințe prin tratamente cu auxine sintetice, mutații la trandafiri cu colchicină și forme tetraploide la sfecla de zahăr. [1]
- În anii 1960–1973, a condus cercetări naționale privind rezistența plantelor la factori nefavorabili (ger, secetă, arșiță), explicând fenomenul de siștavire la porumb și aplicând cicocel (CCC) pentru prevenirea căderii grâului. [1]
- A coordonat 33 de contracte de cercetare și 16 programe naționale ASAS, inclusiv studii cu izotopi radioactivi pentru absorbția microelementelor și cercetări în hormonologie sub Programul CAER. [1]

### Plante medicinale și aromatice
După 1973, la Iași, Constantin Milică a extins cercetările asupra plantelor medicinale și aromatice, urmărind:
- Îmbogățirea sortimentului prin aclimatizarea speciilor din flora spontană și cultivată.
- Extragerea uleiurilor eterice și producerea drogurilor medicinale.
- Utilizarea lor în fitoterapie, cosmetică, parfumerie și alimentație sănătoasă. [1]

A înființat și condus Centrul „Moldosin” (1992–1997), finanțat parțial de Banca Mondială, care a creat o colecție de specii medicinale din 56 de țări, sistematizând 26 de sortimente pentru aplicații terapeutice, cosmetice și aromatice. A elaborat peste 80 de rețete originale pentru ceaiuri, siropuri, uleiuri, creme și condimente, aprobate de Ministerul Sănătății în 2002. A testat produsele pe pacienți, a oferit consultații gratuite și a organizat rețele de cultivatori în Moldova. 

### Contribuții reprezentative
- A studiat nutriția extraradiculară la sfecla de zahăr și eficiența preparatelor bacteriene (azotobacteriene, fosfobacteriene) în fertilizarea culturilor. [1]
- A sintetizat produse medicinale la Întreprinderea de Antibiotice Iași și a utilizat plante aromatice în producerea brânzeturilor. [1]
- A reglat hormonal creșterea tuberculilor de cartofi și productivitatea semințelor de sfeclă. [1]

## Activitate didactică
Constantin Milică a fost profesor de fiziologia plantelor la Institutul Agronomic Iași (1973–1999), coordonând manualul unic „Fiziologia vegetală” (1977, 1982, patru ediții) și elaborând caiete de lucrări practice. A predat cursuri universitare și postuniversitare, fiind apreciat pentru rigoare și aplicabilitate. A îndrumat doctorate în fiziologia plantelor din 1992 și a contribuit la formarea specialiștilor în agricultura biodinamică și fitoterapie prin Centrul „Moldosin”. 

## Activitate managerială
Constantin Milică a deținut funcții de conducere, influențând cercetarea și învățământul agricol:
- Șef al Laboratorului de Fiziologie a Plantelor, ICCA (1960–1973).
- Director al Centrului de Documentație Agricolă, Academia Română (1956–1961).
- Secretar științific adjunct al ICHV (1958–1960) și secretar științific al Senatului Institutului Agronomic Iași.
- Director al Centrului de Cercetare și Inovare Aplicativă „Moldosin” (1992–1997).
- Decan al Facultății de Silvicultură și Arhitectură Peisageră, Universitatea „M. Kogălniceanu” Iași (1990–1995).
- Președinte al Fundației de Știință și Cultură „Moldova” Iași (1989–1994).
- Consilier județean (1992–1996). [1]

## Lucrări
Constantin Milică a publicat peste 235 de lucrări științifice, 24 în limbi străine, și 188 de articole de popularizare. Dintre lucrările reprezentative:
- „Grâul, bibliografie universală” (16.000 de referințe), Centrul tipografic ICAR, 1958
- „Ghid de documentare în științele agricole” (cu V. Cândea), Editura Academiei Române, 1960
- „Perspectivele aplicării compușilor hormonali în agricultură”, Editura Agrosilvică, 1965
- „Cum s-au adaptat plantele la condițiile nefavorabile” (cu N. Hurduc), Editura Științifică, 1966
- „Substanțe biochimice în cultura plantelor”, Editura Agrosilvică, 1968
- „Regulatori de creștere în creșterea plantelor”, Ed. CIDAS, 1968
- „Plantele agricole și factorii de mediu”, Editura Revistei Agricole, 1970
- „Biologia plantelor agricole la temperaturi scăzute”, Editura CIDAS, 1972
- „Vătămările produse de ger și iernare la plantele cultivate”, Editura Reviste Agricole, 1972
- „Utilizarea substanțelor bioactive în horticultură”, Editura CIDAS, 1973
- „Fiziologia vegetală” (coordonator, manual unic), EDP, București, 1977
- „Substanțe bioactive în horticultură”, Editura Ceres, 1983
- „Fiziologia vegetală. Lucrări practice”, Centrul de multiplicare Iași, 1986
- „Compoziția chimică a plantelor medicinale utilizate în tratamentul afecțiunilor gastrice și ulceroase”, Lucrări științifice, UAMV Iași, Seria Horticultură, vol. 39, 1996
- „Plantele aromatice autohtone folosite în obținerea unor condimente alimentare universale”, Lucrări științifice UAMV Iași, Seria Horticultură, vol. 39, 1996
- „Fiziologia plantelor” (cu D. Toma, curs universitar), Ed. „Ion Ionescu de la Brad”, Iași, 1998
- „Biotehnologii moderne” (curs universitar), Ed. „Ion Ionescu de la Brad”, Iași, 1999
- „Fiziologia vegetală. Îndrumător de laborator”, Ed. „Ion Ionescu de la Brad”, Iași, 1999
- „Biotehnologiile viitorului”, Ed. „Ion Ionescu de la Brad”, Iași, 1999
- „Plantele medicinale și aromatice în farmacie și terapia medicală”, Ed. „Ex. Ponto”, 2001
- „Tratamente naturiste în bolile aparatului digestiv” (vol. I-II), Ed. „Ion Ionescu de la Brad”, Iași, 2002

## Premii și distincții
- Premiul „Fondului Literar din România” pentru lucrarea „Biotehnologiile viitorului” (1999)
- Diploma de Excelență, Societatea Națională de Horticultură (2001)
- Diploma de Onoare, Facultatea de Horticultură Iași (2001)
- Diploma de Onoare pentru „Creativitate și eficiență în învățământ”
- Titlul de Cetățean de Onoare al Municipiului Tecuci
- Membru de Onoare al Fundației Cultural Științifice Daco-România (1994)
- Membru al Academiei Româno-Americane din Chișinău
- Șase certificate de invenție (OSIM)

## Afilieri
- Îndrumător de doctorat în fiziologia plantelor (din 1992)
- Reprezentant al României la Institutul Internațional de Documentare, secțiunea Agricultură, Roma (1958–1961)
- Redactor și colaborator la Revista „Landwirtschaftliches Zentralblatt”, Berlin (1958–1961)
- Vicepreședinte al Societății Internaționale de Parfumerie „Salvia” (1995–1997)
- Vicepreședinte al Societății Naționale de Cosmetologie din România (1998–1999)